# Општина Турну Рошу (Сибињ)
Турну Рошу (рум. Turnu Roşu) општина је у Румунији у округу Сибињ.
Oпштина се налази на надморској висини од 435 m.